# 援助交際デリバリーヘルス
援助交際デリバリーヘルス（えんじょこうさいデリバリーヘルス）とは性産業における用語。略称は援デリ（えんデリ）。

## 概要
出会い系サイトで「打ち子」と呼ばれる管理スタッフが個人で売春する女性に代わって「行きずりのパートナー」を募集して男性と交渉とやり取りをする。交渉がまとまったら、女性に男性客を振り分け、女性は指定された現場に行って売春をする。
男性側から見れば出会い系サイトを通じて一般の素人女性と交渉しているように見える。しかし、実際には個人売春をする女性を囲って組織化した売春組織が背後に控えているという仕組みになっている。また援デリ業者に所属している女性は所属する前から別個に売春をしていた女性が多い。女性から見れば報酬は折半であるが、面倒な客探しを代行してもらい危険があったら後ろ盾になってもらえるメリットがある。店を構える必要はなく、誰でも簡単に始められるので、学生やサラリーマンがアルバイト感覚で運営している例もあるが、半グレ集団や暴力団が関わっている例が多く、男性客にしても女性にしても非常に危険とされる。
2005年頃から増え始めたとされている。
業者は一般的な性風俗業者のように風俗営業法の届け出をすることなく、ホームページや風俗情報誌への掲載、ビラ営業等は一切しない。売春に従事する女性は水商売に従事している女性や出会い系サイト等を通じて知り合った女性を勧誘するとされる。援デリで売春する女性には学校がない夏休みだけ等のアルバイト感覚で売春をする女子学生もいれば、家出少女のように寝る場所を確保するために売春をする未成年の女性もいる。
業者は援デリについて18歳未満に適用される児童福祉法違反（児童淫行罪）や児童買春・児童ポルノ禁止法違反（児童買春周旋罪）、18歳以上にも適用しうる売春防止法（売春周旋罪）や職業安定法違反（有害業務紹介）といった罪状の容疑で逮捕された例がある。